# Mount Frödin
Mount Frödin är ett berg i Antarktis. Det ligger i Västantarktis. Argentina, Chile och Storbritannien gör anspråk på området. Toppen på Mount Frödin är 600 meter över havet.
Mount Frödin är uppkallat efter den svenska ingenjören Bertil Frödin som gjorde geologiska och glaciologiska undersökningar i samband med en chilensk expedition till Antarktis 1950-1951. Berget kallades tidigare Mount Lunch-Ho! av T.W. Bagshawe og M.C. Lester som åt lunch på toppen efter att ha bestigit det år 1921.
Terrängen runt Mount Frödin är varierad. Havet är nära Frödin åt nordväst. Trakten är glest befolkad. Närmaste befolkade plats är Gonzalez Videla Station, 2,0 kilometer nordväst om Mount Frödin.